# 岡山市立岡山中央中学校
岡山市立岡山中央中学校（おかやましりつ おかやまちゅうおうちゅうがっこう）は、岡山県岡山市中心部にある公立中学校。
中心部の空洞化による生徒数減少により、1999年（平成11年）に2校を統合して開校した。

## 沿革
《主要な出典：》
- 1947年（昭和22年）4月1日 - 学制改革により岡山市立第一中学校と岡山市立第二中学校を設立する[4][5]。
- 1948年（昭和23年）4月1日 - 岡山市立第一中学校を岡山市立丸之内中学校に、岡山市立第二中学校を岡山市立旭中学校にそれぞれ改称する。
- 1999年（平成11年）
  - 3月31日 - 丸之内中学校と旭中学校が閉校。
  - 4月1日 - 丸之内中学校と旭中学校を統合して、岡山市立岡山中央中学校を開校。旭中学校の校舎を使用する[注釈 1]。
- 2009年（平成21年）9月19日 - 体育館が新設され、落成式を挙行[6]。
- 2012年（平成24年） - 品格教育キャラクター「ふたばちゃん」誕生。
- 2019年（令和元年）10月28日 - 創立20周年記念式典を挙行[7]。

## 関係する小学校
- 岡山市立岡山中央小学校

## 特徴
- 品格教育などの取り組みをしている(礼節、自信・誇り、寛容)。
- 学校の敷地内には藩地の池が残っている。

## 通学区域が隣接している学校
- 岡山市立岡輝中学校
- 岡山市立桑田中学校
- 岡山市立石井中学校
- 岡山市立京山中学校
- 岡山市立岡北中学校
- 岡山市立操山中学校
- 岡山市立東山中学校